# Anatolij Bijkov
Anatolij Bijkov, född den 6 augusti 1953 i Magadan i Ryssland, är en sovjetisk brottare som tog OS-guld i welterviktsbrottning i den grekisk-romerska klassen 1976 i Montréal och därefter OS-silver i samma viktklass 1980 i Moskva. 